# Igarapé (Minas Gerais)
Igarapé é um município da Região Metropolitana de Belo Horizonte, no estado de Minas Gerais, no Brasil. Seu atual prefeito é Arnaldo de Oliveira Chaves.

## Topônimo
"Igarapé" é um termo de origem tupi que significa "caminho de canoas", através da junção dos termos ygara (canoa) e apé (caminho).

## História
Até o século XVII, o atual estado de Minas Gerais era habitada por índios do tronco linguístico macro-jê. A partir desse século, essas tribos foram quase exterminadas pela ação dos bandeirantes procedentes de São Paulo, que chegaram à região em busca de escravos e de pedras preciosas.
Em 1931, foi criado o distrito pela lei 50. Ainda em 1931, o decreto 10 002, de 30 de julho, transferiu a sede do distrito de São Joaquim de Bicas para o povoado do Barreiro, com o nome de Igarapé. Pertencia ao município de Pará de Minas. O decreto-lei 148, de 30 de dezembro de 1938, transferiu o distrito de Igarapé do município de Pará de Minas para o de Mateus Leme.
A luta travada por Miguel Henriques da Silva e outros em 1958 em prol da emancipação política do município viu nascer seus frutos quando, a 30 de dezembro de 1962, a Assembleia Legislativa do estado de Minas Gerais aprovou a Lei 2 764, criando o município de Igarapé. Igarapé ficou pertencendo ao município de Mateus Leme até 1963, época em que foi instalado o município de Igarapé. O município de Igarapé foi oficialmente instalado no dia primeiro de março de 1963, em sessão solene, realizada sob a presidência de Murilo de Oliveira.

## Geografia
Localizado na região sudeste da zona metalúrgica, nas proximidades do paralelo 20º sul e 43º oeste, tem, como ponto mais alto, Pico do Itatiaiuçu, a 1 434 metros de altitude e como ponto mais baixo a Foz Córrego Gavião, a 819 metros de altitude.
- Área: 110,08 km²

O município limita-se com os seguintes municípios:
- - Ao sul - São Joaquim de Bicas, Brumadinho e Itatiaiuçu.
  - Ao norte - Juatuba e Betim.
  - A oeste - Mateus Leme.
  - A leste - São Joaquim de Bicas.

### Hidrografia
O município encontra-se na bacia do Rio Paraopeba. Este rio tange o município entre os limites com os municípios de Juatuba e São Joaquim de Bicas.
Parte do município é inundada pela represa do Ribeirão Serra Azul, para formação do reservatório Serra Azul, que integra o Sistema Paraopeba. O Sistema Paraopeba também é formado pelos reservatórios Rio Manso e Vargem das Flores, que fornecem água para a Região Metropolitana de Belo Horizonte.

### Clima e vegetação
Seu clima é o tropical de altitude. Possui uma vegetação predominante de cerrado e relevo montanhoso.

## Rodovia que serve ao município
Igarapé está aliada ao sistema viário de rodovia, que liga a cidade aos principais centros industriais do país pela BR 381 - Rodovia Fernão Dias (Trecho BH-São Paulo), beneficiando assim o seu crescimento.

## Feriados municipais
- 1 de Março - Emancipação Política.
- 13 de Junho - Comemora o dia de Santo Antônio, padroeiro do município.
- 20 de novembro - Dia da Consciência Negra.

## Pedra Grande
A Pedra Grande com 1.434 metros de altitude está situada na Serra de Itatiaia, no limite dos municípios de Igarapé, Mateus Leme e Itatiaiuçu. Localiza-se a 8 km do centro de Igarapé. Do alto tem-se uma vista privilegiada da Região Metropolitana de Belo Horizonte (RMBH).
O Decreto Municipal n.º 1.318, de 1 de outubro de 2008, formaliza o tombamento do bem cultural denominado "Conjunto Natural e Paisagístico da Pedra Grande". Por determinação desse Decreto, quaisquer intervenções no local dependem de prévia deliberação do Conselho Deliberativo Municipal do Patrimônio Cultural de Igarapé.